# Chiesa dell'Immacolata (Piombino)

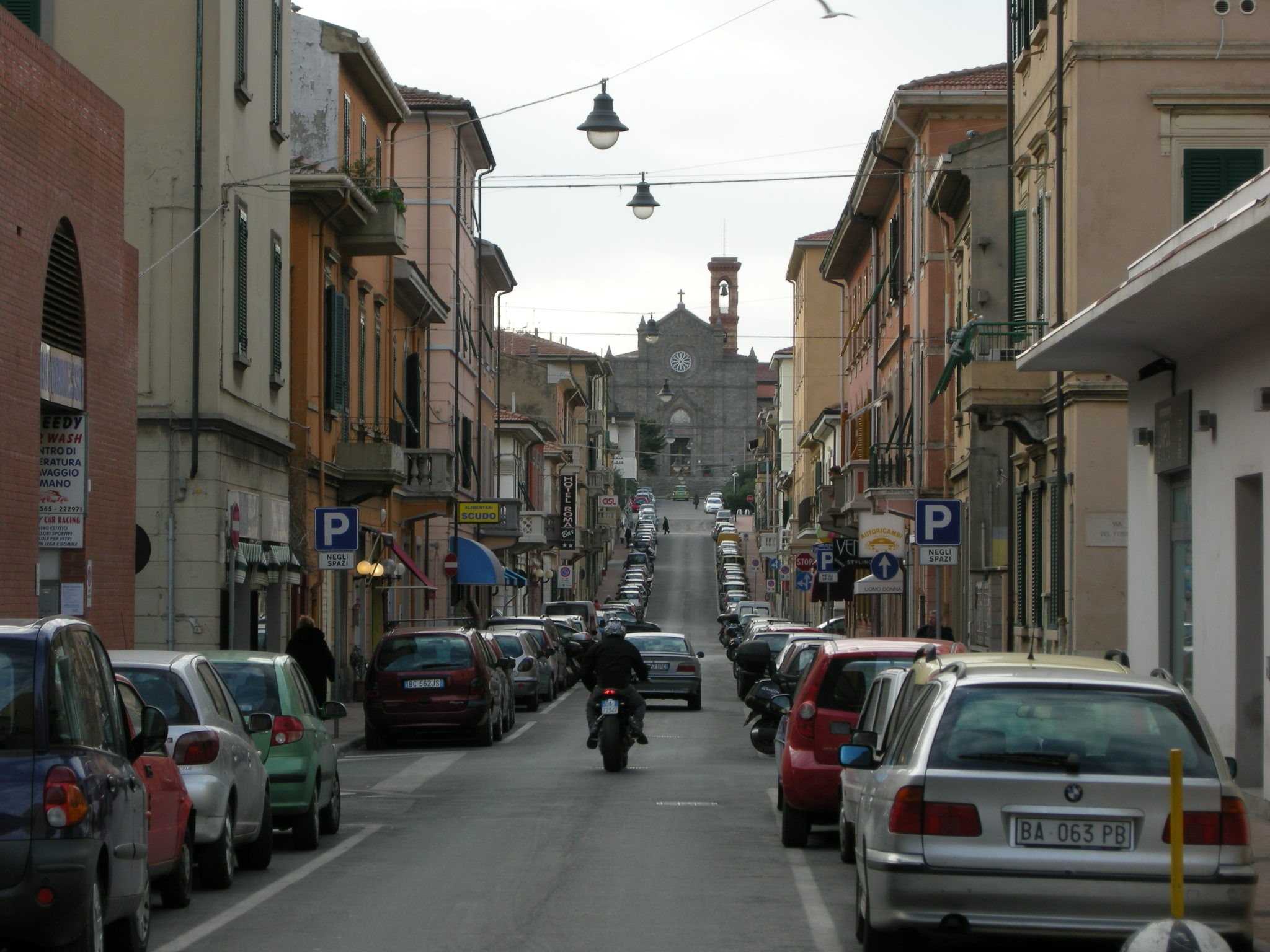
Veduta dallo scorcio di via San Francesco d'Assisi

La chiesa dell'Immacolata si trova in via San Francesco a Piombino, nei pressi della Cittadella e quindi del centro storico (bastioni nord-ovest). È dedicata, oltre che alla Madonna, a san Francesco e a san Cerbone, sede dei frati francescani.
Si tratta di un grande edificio edificato nel 1899, nel cui stile si possono rintracciare forti elementi di chiaro stampo neogotico.

## Storia
I seguaci di san Francesco si insediarono a Piombino dopo pochi decenni dalla morte del fondatore e, fra alterne vicende, vi rimasero fino al 1806, quando in città per volere di Elisa Bonaparte Baciocchi, sorella di Napoleone e principessa di Piombino, furono soppressi numerosi ordini religiosi e sconsacrate varie chiese.
Alla fine dell'Ottocento i padri francescani della provincia Toscana scelsero Piombino quale sede del convento per la cura dei fratelli ammalati e bisognosi di aria marina. Lo studio preliminare del progetto e la sua successiva realizzazione furono affidati all'architetto fiorentino Attilio Razzolini. Il complesso fu edificato sui terreni acquistati dalle famiglie Mazzarri ed Hermite, la prima pietra fu posta il 20 dicembre 1899. Una nota d'archivio testimonia come il Razzolini scelse lo stile gotico come più atto per innalzare l'anima a Dio.
La consacrazione del complesso alla Immacolata Concezione fu celebrata il 24 giugno 1902 dal vescovo della diocesi di Massa-Populonia (attuale Massa Marittima-Piombino) monsignor Giovanni Battista Borachia. La sua elevazione a parrocchia avvenne il 13 agosto 1914 con l'aggiunta della dedica a san Cerbone.

## Descrizione
Suddiviso in tre navate con abside quadrangolare è annesso un grande convento ed un chiostro monumentale. All'interno si trovano sei tele di Pietro Saltini.
Il convento è un grande complesso costruito nella parte retrostante la chiesa e suddiviso in due parti, ciascuna con ingresso indipendente. In una vi stanno i frati francescani, nell'altra le suore.